# Norbury Lake Park
Norbury Lake Park är en park i Kanada.   Den ligger i provinsen British Columbia, i den södra delen av landet, 3 000 km väster om huvudstaden Ottawa. Norbury Lake Park ligger 848 meter över havet. Den ligger vid sjön Norbury Lake.
Terrängen runt Norbury Lake Park är varierad. Trakten runt Norbury Lake Park är nära nog obefolkad, med mindre än två invånare per kvadratkilometer..
I omgivningarna runt Norbury Lake Park växer i huvudsak barrskog.